# Gong Hyo-jin
Gong Hyo-jin (Seúl; 4 de abril de 1980) es una actriz surcoreana conocida por haber participado en la película Crush and Blush (2008), y las series Sang-doo! Let's Go to School (2003), Thank You (2007), Pasta(2010), The Greatest Love (2011), Master's Sun (2013), It's Okay, That's Love (2014), Producer (2015), y Celos encarnados (2016). Es considerada la reina de las comedias románticas debido a sus destacadas interpretaciones en dramas.

## Biografía
Gong Hyo-jin nació en 1980 en Sinwol-dong, distrito de Gangseo, Seúl, Corea del Sur.
Cuando era estudiante de secundaria se mudó a Australia con su madre y su hermano menor, mientras su padre permaneció en Corea para apoyar a la familia. Asistió al colegio John Paul College de Brisbane, Luego de tres años en Australia, su familia regresó a Corea en 1997 debido a la crisis.
Es buena amiga de las actrices Shin Min-ah y Oh Yoon-ah.
En 2001 comenzó a salir con el actor Ryoo Seung-bum, sin embargo la relación finalizó en agosto del 2012 después de 10 años.

## Carrera
Es miembro de la agencia Management SOOP.
El 18 de septiembre de 2019 se unió al elenco principal de la serie When the Camellia Blooms donde dio vida a Dong Baek, una mujer ingenua pero con fuerte voluntad que navega por las relaciones con tres hombres diferentes.
El 2 de octubre del mismo año apareció como parte del elenco principal de la película The Most Ordinary Romance donde dio vida a Sun Young, una mujer que fue traicionada por su exnovio.
En noviembre de 2021 se anunció que estaba en pláticas para unirse al elenco de la serie Si las estrellas hablaran, que tras un largo proceso de producción y posproducción se estrenó en enero de 2025.

## Filmografía

### Series de televisión
| Año  | Título en inglés               | Título en coreano  | Personaje      | Red        | Notas              | Ref.                        |
| ---- | ------------------------------ | ------------------ | -------------- | ---------- | ------------------ | --------------------------- |
| 2000 | My Funky Family                | 가문의 영광        | Hyo-jin        | MBC        |                    |                             |
| 2001 | Wonderful Days                 | 화려한 시절        | Jo Yeon-shil   | SBS        |                    |                             |
| 2001 | Teabag Without Hope            | 사랑하라, 희망없이 |                | KBS2       | Drama City         |                             |
| 2002 | Ruler of Your Own World        | 네 멋대로 해라     | Song Mi-rae    | MBC        |                    | [ 21 ]                      |
| 2003 | Snowman                        | 눈사람             | Seo Yeon-wook  | MBC        |                    | [ 22 ]                      |
| 2003 | Sang-doo! Let's Go to School   | 상두야 학교 가자   | Chae Eun-hwan  | KBS2       |                    |                             |
| 2004 | 5 Stars                        | 다섯 개의 별       |                | SK Telecom | Serie para móviles |                             |
| 2005 | Biscuit Teacher and Star Candy | 건빵선생과 별사탕  | Na Bo-ri       | SBS        |                    | [ 23 ]                      |
| 2007 | Thank You                      | 고맙습니다         | Lee Young-shin | MBC        |                    | [ 25 ]                      |
| 2010 | Pasta                          | 파스타             | Seo Yoo-kyung  | MBC        |                    | [ 26 ] [ 27 ] [ 28 ]        |
| 2011 | The Greatest Love              | 최고의 사랑        | Gu Ae-jung     | MBC        |                    | [ 29 ] [ 30 ] [ 31 ] [ 32 ] |
| 2011 | Do You Know Sad Movies? - Time |                    | Narradora      | MBC        | Documental, ep. 1  |                             |
| 2011 | Flower Boy Ramyun Shop         | 꽃미남 라면가게    |                | tvN        | Cameo, episodio 9  | [ 33 ]                      |
| 2013 | Master's Sun                   | 주군의 태양        | Tae Gong-shil  | SBS        |                    | [ 34 ] [ 35 ] [ 36 ]        |
| 2014 | It's Okay, That's Love         | 괜찮아, 사랑이야   | Ji Hae-soo     | SBS        |                    | [ 37 ] [ 38 ] [ 39 ] [ 40 ] |
| 2015 | Producers                      | 프로듀사           | Tak Ye-jin     | KBS2       |                    | [ 41 ]                      |
| 2016 | Don't Dare to Dream            | 질투의 화신        | Pyo Na-ri      | SBS        |                    | [ 42 ]                      |
| 2019 | When the Camellia Blooms       | 동백꽃 필 무렵     | Dong Baek      | KBS        |                    |                             |
| 2025 | Si las estrellas hablaran      | 별들에게 물어봐    | Eve Kim        | tvN        |                    | [ 43 ] [ 20 ] [ 44 ]        |

### Películas
| Año  | Título en inglés              | Título en coreano                             | Rol           | Notas                                                   |
| ---- | ----------------------------- | --------------------------------------------- | ------------- | ------------------------------------------------------- |
| 1999 | Memento Mori                  | 여고괴담 두번째 이야기                        | Ji-won        | [ 45 ] [ 46 ] [ 47 ]                                    |
| 2000 | Teabag Story                  | 여름 이야기                                   | Han Bom       |                                                         |
| 2001 | Last Present                  | 선물                                          | MC            |                                                         |
| 2001 | Guns & Talks                  | 킬러들의 수다                                 | Yeo-il        |                                                         |
| 2001 | Volcano High                  | 화산고                                        | So Yo-seon    |                                                         |
| 2002 | Surprise Party                | 서프라이즈                                    | In-ju         |                                                         |
| 2002 | Emergency Act 19              | 긴급조치 19호                                 | Kim Min-ji    | [ 48 ]                                                  |
| 2002 | A Bizarre Love Triangle       | 철없는 아내와 파란만장한 남편 그리고 태권소녀 | Geum-sook     |                                                         |
| 2002 | Conduct Zero                  | 품행제로                                      | Jang Na-young | [ 49 ]                                                  |
| 2005 | Heaven's Soldiers             | 천군                                          | Kim Su-yeon   | [ 50 ] [ 51 ] [ 52 ]                                    |
| 2006 | Family Ties                   | 가족의 탄생                                   | Yoo Sun-kyung | [ 53 ] [ 54 ] [ 55 ]                                    |
| 2007 | My Son                        | 아들                                          |               |                                                         |
| 2007 | Happiness                     | 행복                                          | Soo-yeon      | [ 56 ]                                                  |
| 2007 | M                             | M                                             | Eun-hye       | [ 57 ] [ 58 ]                                           |
| 2008 | Dachimawa Lee                 | 다찌마와 리: 악인이여 지옥행 급행열차를 타라! | Geum Yeon-ja  | [ 59 ] [ 60 ]                                           |
| 2008 | Crush and Blush               | 미쓰 홍당무                                   | Yang Mi-sook  | [ 61 ] [ 62 ] [ 63 ] [ 64 ] [ 65 ] [ 66 ] [ 67 ] [ 68 ] |
| 2009 | Sisters on the Road           | 지금, 이대로가 좋아요                         | Oh Myung-ju   | [ 69 ] [ 70 ]                                           |
| 2010 | Rolling Home With a Bull      | 소와 함께 여행하는 법                         | Hyun-soo      | [ 71 ] [ 72 ]                                           |
| 2012 | Love Fiction                  | 러브픽션                                      | Lee Hee-jin   | [ 73 ] [ 74 ] [ 75 ] [ 76 ]                             |
| 2012 | You Are More Than Beautiful   | 미호2012: 그녀의 연기                         | Young-hee     | Short film                                              |
| 2012 | 577 Project                   | 577 프로젝트                                  | Herself       | Documental                                              |
| 2013 | Boomerang Family              | 고령화가족                                    | Oh Mi-yeon    | [ 81 ] [ 82 ] [ 83 ] [ 84 ] [ 85 ]                      |
| 2016 | Missing Woman                 | 미씽: 사라진 아이                             | Han-mae       | [ 86 ] [ 87 ]                                           |
| 2017 | Single Rider                  | 싱글라이더                                    | Soo-jin       | [ 88 ]                                                  |
| 2018 | Be with You                   | 지금 만나러 갑니다                            |               | Cameo                                                   |
| 2019 | Door Lock                     | 도어락                                        |               |                                                         |
| 2019 | Hit-and-Run Squad (Bbaengban) | 뺑반                                          | Eun Shi-yun   | [ 90 ]                                                  |

### Aparición en videos musicales
| Año  | Título de la canción | Título en inglés                 | Artista       |
| ---- | -------------------- | -------------------------------- | ------------- |
| 2003 | 덩그러니             | (Parte 1) "Left Alone"           | Lee Soo-young |
| 2003 | 여전히 입술을 깨물고 | (Parte 2) "I Still Bite My Lips" | Lee Soo-young |
| 2003 | 갈색머리             | "Brown Hair"                     | Yoon Gun      |

### Revistas / sesiones fotográficas
| Año  | Título                      | Notas                                          |
| ---- | --------------------------- | ---------------------------------------------- |
| 2012 | Marie Claire Korea Magazine | (publicación de marzo) - junto a Ha Jung-woo   |
| 2012 | Vogue Korea Magazine        | (publicación de febrero) - junto a Ha Jung-woo |

## Embajadora
En 2011 fue designada como embajadora de buena voluntad por "Year of Friendship" (el año de amistad) por el 50 aniversario de relaciones bilaterales entre Australia y Corea del Sur.

## Premios y nominaciones
| Año  | Categoría                                 | Premio                              | Trabajo                  | Resultado |
| ---- | ----------------------------------------- | ----------------------------------- | ------------------------ | --------- |
| 2020 | Grand Prize (Daesang)                     | 7th APAN Star Award                 | When the Camellia Blooms | Nominada  |
| 2020 | Estrella popular Award, Actress           | 7th APAN Star Award                 | When the Camellia Blooms | Nominada  |
| 2020 | Prime Minister’s Commendation             | Korean Popular Culture & Arts Award | -                        | Ganó      |
| 2020 | Mejor actriz                              | The Seoul Drama Award               | When the Camellia Blooms | Ganó      |
| 2020 | Mejor actriz                              | 56th Baeksang Arts Award            | When the Camellia Blooms | Ganó      |
| 2019 | Daesang (Grand Prize)                     | Premios KBS Drama                   | When the Camellia Blooms | Ganó      |
| 2019 | Mejor pareja Award (junto a Kang Ha-neul) | Premios KBS Drama                   | When the Camellia Blooms | Ganaron   |